# Операција Феникс
Операција Феникс била је операција коју су извршили припадници ОВК–ове јединице "Кобра", спровевши две заседе са територије Албаније у близини граничног пункта Кошаре на југословенске снаге. Убијено је шест припадника Југословенске војске. ОВК није претрпео губитке, и запленио је југословенску муницију, опрему и личне ствари погинулих војника.

## Позадина
1996. године, неформална група албанских националиста, под именом Ослободилачка војска Косова (ОВК), почела је да напада Југословенску војску (ЈВ) и Министарство унутрашњих послова (МУП) на Косову са циљем отцепљења провинције од СР Југославије. Са постепеним порастом напада – 31 у 1996, 55 у 1997, и 66 у јануару и фебруару 1998 – ОВК је добио подршку млађих Албанаца који су одбацили неосуљену стратегију Ибрахима Ругове. Било је и других фактора – укидање аутономије Косова 1989. од стране Милошевића и репресија над албанском културом создали су јасну политичку и етничку поларизацију. Убрзо након милитаризације, и прикључивања оружја лопатом током немира у Албанији 1997. године, ОВК је значајно ојачао . Масовна смрт Адема Јашарија 1998. дала је додатни подстицај устанку .

## Догађаји
Прва заседа је била припремљена постављањем противтенковских мина у близини границе. Када је југословенски тенк прошао преко једне, експлодирала је, погинуо је један војник, а четворица су рањена. ВЈ хеликоптер је стигао да евакуише рањене, али је гађан мецима од стране Кобре.
Незнатно касније уследила је друга заседа код граничног пункта Кошаре: заседа која је гађала ВЈ возило ручним бомбама и ватром, усмртивши пет војника и ранивши двоје. Након тога, Кобра је запленила војну опрему, муницију и личне ствари погинулих, након чега су поново гађали и други хеликоптер који је дошао да евакуише рањене.

## Последице
Виши суд у Нишу је 17. фебруара 2016. осудио осам бивших бораца ОВК (Шћепер Малоки, Гаши Џафер, Демуш Гаћафери, Демет Малоки, Агрон Исуфи, Антон Ћуни, Рабит Алија и Рустем Берића) на по 15 година затвора, за учешће у две заседе 30. септембра 1998. године. Рустем Берића, сада министар одбране Косова, рекао је: “Носили смо униформе. Били смо војници и борили смо се против војника. Они (Југословенска војска) су убијали цивиле, укључујући старце, децу и жене.”. Бивши премијер Косова Иса Мустафа окарактерисао је пресуду као фарсу, тврдивши да српски судови немају право да суде бившим борцима ОВК. Нити један од осуђених није издржао казну.